# 돌아온 저격수다
《돌아온 저격수다》는 대한민국의 TV조선에서 방영된 시사 대담 프로그램이다.

## 기획의도
패널들과 함께 핫이슈 2개를 정해 자유로운 토론을 진행하고, 그날 가장 인상적인 멘트를 '쏜' 이를 '오늘의 명사수'로 선정하는 프로그램이다.

## 방송 시간
- 2013년 4월 22일 ~ 9월 27일 : 매주 월~금요일 오후 3시 40분
- 2013년 9월 30일 ~ 2004년 6월 : 매주 월~금요일 오후 2시 20분
- 2014년 9월 ~ 2015년 5월 31일 : 매주 월~금요일 오후 2시 15분 ~ 3시 30분(1시간 15분) ,매주 일요일 오후 6시 ~ 7시 20분(1시간 20분)

## 현재 진행자
- 장원재 - SNS 바른소리사람들 대표 (시즌 1)
- 임재민 - 방송인 (시즌 1 후반~시즌 2 초반)
- 정혜전 - 방송인 (시즌 2 중반)

## 현재 패널

#### 남성
- 신지호 - 前 국회의원
- 김성욱 - 한국자유연합 대표
- 신혜식 - 독립신문 대표
- 박지훈 - 법무법인 디딤돌 대표 변호사
- 하재근 - 문화평론가
- 허용범 - 前 조선일보 정치부 기자

#### 여성
- 이두아 - 법무법인 로월드 변호사
- 임재민 - 방송인

#### 전직 패널
- 진성호 - 前 국회의원, 前 조선일보 사회부 기자
- 변희재 - 언론인